# آلکلوفناک
آلکلوفناک (انگلیسی: Alclofenac) یک داروی ضد التهابی غیر استروئیدی (NSAID) است.

## سنتز

سنتز آلکلوفناک: